# O Leão e o Unicórnio
O Leão e o Unicórnio são símbolos do Reino Unido. Eles são o suporte heráldico que aparecem no brasão real de armas do Reino Unido. O leão representa a Inglaterra e o unicórnio a Escócia, portanto a nação remonta ao 1603 a adesão de Jaime VI da Escócia e I de Inglaterra. Eles também são utilizados na Brasão de armas do Canadá, desde 1921.

O leão e o unicórnio aparecem em ambas versões do brasão real. Na versão escocesa (mostrada à direita) os dois são trocados de lugar e ambos são coroados e o leão de cor vermelha se localiza na parte acima do brasão.

## Cantiga de roda
A lenda tradicional de inimizade entre os dois animais heráldicos, foi registada em uma cantiga de roda e também foi classificada à numeração 20170º no banco de dados Roud Folk Song Index.

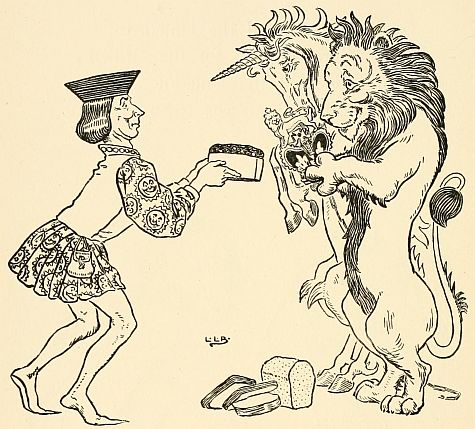
O Leão e o Unicórnio no livro A Nursery Rhyme Picture Book de Leonard Leslie Brooke.

Letras da cantiga de roda
The lion and the unicorn
Were fighting for the crown
The lion beat the unicorn
All around the town.
Some gave them white bread,
And some gave them brown;
Some gave them plum cake
and drummed them out of town.
A lenda dos dois animais podem ter sido intensificada pelo Tratado de União de 1707 e foi no ano seguinte que William King (1663–1712) gravou um verso muito semelhante à primeira estrofe da rima moderna. A cantiga foi expandida para incluir outros versos. Para além dos versos citados acima, apenas um sobreviveu:
And when he had beat him out,
He beat him in again;
He beat him three times over,
His power to maintain.

## Na cultura popular

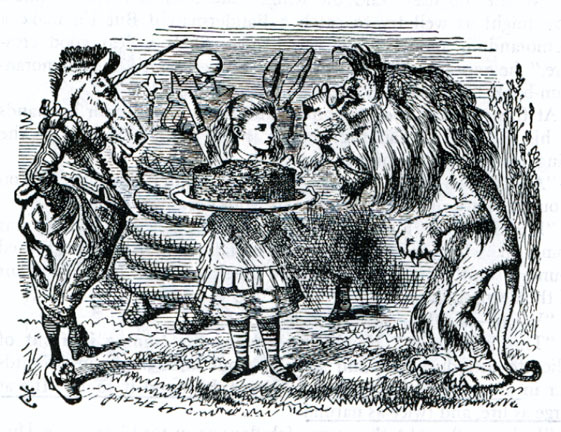
Ilustração feita por John Tenniel para o livro Through the Looking-Glass.

Essa rima foi citada por Lewis Carroll, que incorporou o leão e o unicórnio como personagens do livro Through the Looking-Glass. Na foto ao lado, que mostra eles lutando pela coroa, pertence ao Rei Branco, que está atrás deles, fazendo com que sua rivalidade seja ainda mais absurda. Carroll subverte a visão tradicional de um leão estar alerto e calculista, particularmente o tornando  lento e um pouco estúpido, embora claramente seja o melhor lutador. O papel do Unicórnio também é invertido, pelo fato dele enxergar Alice como um "monstro", no entanto ele promete acreditar nela, se ela acreditar nele. As ilustrações de John Tenniel para as caricaturas de Benjamin Disraeli como o Unicórnio e William Ewart Gladstone como o Leão, fez alusão a frequentes batalhas parlamentares do par, embora não haja nenhuma evidência de que isso era a intenção de Carroll.
A cantiga também foi a base de um episódio no romance Stardust do autor Neil Gaiman, onde durante as viagens dos protagonistas, Tristran Thorn e Yvaine, presenciam um leão e um unicórnio lutando por uma coroa, numa floresta encantada. A ilustração que acompanha por Charles Vess é aplicável ao estilo da Art nouveau a uma representação realista de um leão atacando sua presa.
No episódio "The Lion and the Unicorn" da série Batman: A Série Animada, um terrorista sequestra Alfred Pennyworth e o droga, na tentativa de obter um código secreto que ele aprendeu durante seu tempo no MI6. Pennyworth tentando resistir a droga, começa a recitar o verso entre outros, para cobrir o fato de que o código em si, seja parte do versículo, portanto, quando sua resistência acaba, o código não fica imediatamente claro.
Na série de anime e mangá Pandora Hearts, o Leão e o Unicórnio são chamados de Leon e Equss, os chains de Lottie e Sharon Rainsworth.

## Referência bibliográfica
- Baker, E.D.  Dragon's Breath, 162-3.  Nova Iorque: Bloomsbury USA Children's Books (2003).